# Omega
Ómega (grško: starogrško ωμέγα; velika črka: Ω, mala črka: ω) je štiriindvajseta tj. zadnja črka grške abecede in ima številčno vrednost 800. Grško ime omega pomeni dobesedno veliki O (starogrško Ω μέγα) za razliko od  črke omikron, katere ime pomeni mali O ( Ο μικρον). Omega in omikron izvirata iz feničanske črke ajin (). Iz črke omega izvira stara cirilična črka omega (Ѡ), ki v moderni cirilici ni več v uporabi.
V grščini se črki Ο in Ω izgovarja podobno kot slovenski široki o. V klasični grščini je bil Ο krajši,  Ω pa daljši (zato tudi imeni mali in  veliki O).

## Pomeni
- alfa in omega pomeni začetek in konec (alfa je prva, omega pa zadnja črka)
- Velika črka Ω je oznaka za:
  - fizikalno enoto ohm
- mala črka ω je oznaka za
  - kotno hitrost v fiziki
  - krožno frekvenco v fiziki
  - V astronomiji je ω oznaka za štiriindvajseto zvezdo v ozvezdju

Na glavo obrnjena omega {\displaystyle \mho } je lahko tudi oznaka za fizikalno enoto simens (obratna vrednost enote Ω).

### Unicode
|                | Velika črka Ω           | mala črka ω           |
| -------------- | ----------------------- | --------------------- |
| Unicode UTF-16 | U+03A9                  | U+03C9                |
| Ime Unicode    | Velika grška črka omega | Mala grška črka omega |
| Koda HTML      | &#937;                  | &#969;                |
| Enota HTML     | &Omega;                 | &omega;               |